# Division 1 1955-1956
La Division 1 1955-1956 è stata la 18ª edizione della massima serie del campionato francese di calcio, disputato tra il 21 agosto 1955 e il 3 giugno 1956 e concluso con la vittoria dello Nizza, al suo terzo titolo.
Capocannoniere del torneo è stato Thadée Cisowski (RC France) con 31 reti.

## Stagione

### Aggiornamenti
Retrocesso al termine della stagione precedente, l'AS Troyes-Sav. venne ripescato in seguito alla squalifica e alla revoca della promozione del Red Star, secondo classificato in Division 2.

## Classifica finale
|  | Pos. | Squadra             | Pt | G  | V  | N  | P  | GF | GS | MR    |
|  | ---- | ------------------- | -- | -- | -- | -- | -- | -- | -- | ----- |
|  | 1.   | Nizza               | 43 | 34 | 18 | 7  | 9  | 60 | 43 | 1,395 |
|  | 2.   | Lens                | 42 | 34 | 19 | 4  | 11 | 65 | 49 | 1,327 |
|  | 3.   | Monaco              | 41 | 34 | 17 | 7  | 10 | 63 | 45 | 1,4   |
|  | 4.   | Saint-Étienne       | 41 | 34 | 15 | 11 | 8  | 68 | 53 | 1,283 |
|  | 5.   | Olympique Marsiglia | 40 | 34 | 16 | 8  | 10 | 55 | 49 | 1,102 |
|  | 6.   | RC France           | 39 | 34 | 17 | 5  | 12 | 74 | 58 | 1,276 |
|  | 7.   | Tolosa              | 38 | 34 | 14 | 10 | 10 | 51 | 46 | 1,109 |
|  | 8.   | Olympique Lione     | 37 | 34 | 15 | 7  | 12 | 50 | 49 | 1,02  |
|  | 9.   | Sedan-Torcy         | 36 | 34 | 14 | 8  | 12 | 53 | 56 | 0,946 |
|  | 10.  | Stade Reims         | 34 | 34 | 13 | 8  | 13 | 61 | 50 | 1,22  |
|  | 11.  | Sochaux             | 32 | 34 | 12 | 8  | 14 | 47 | 50 | 0,94  |
|  | 12.  | FC Nancy            | 32 | 34 | 13 | 6  | 15 | 51 | 61 | 0,85  |
|  | 13.  | Nîmes               | 31 | 34 | 11 | 9  | 14 | 64 | 56 | 1,143 |
|  | 14.  | Strasburgo          | 30 | 34 | 12 | 6  | 16 | 54 | 66 | 0,818 |
|  | 15.  | Metz                | 29 | 34 | 11 | 7  | 16 | 49 | 68 | 0,721 |
|  | 16.  | Lilla               | 24 | 34 | 10 | 4  | 20 | 58 | 65 | 0,892 |
|  | 17.  | Bordeaux            | 24 | 34 | 9  | 6  | 19 | 45 | 69 | 0,652 |
|  | 18.  | AS Troyes-Sav.      | 19 | 34 | 5  | 9  | 20 | 43 | 78 | 0,551 |

Legenda:
      Campione di Francia e ammessa alla Coppa dei Campioni 1956-1957
  Partecipa ai play-out.
      Retrocesse in Division 2 1956-1957.
Note:
Due punti a vittoria, uno a pareggio, zero a sconfitta.
Lilla retrocesso dopo lo spareggio contro il Valenciennes, terzo in Division 2 1955-1956

## Spareggi

### Play-out
La squadra classificatasi al 16º posto incontra la 3ª classificata di Division 2.
|              | Risultati |              | Luogo e data   |
| ------------ | --------- | ------------ | -------------- |
| Valenciennes | 1-0       | Lilla        | 10 giugno 1956 |
| Lilla        | 2-1       | Valenciennes | 16 giugno 1956 |
| Valenciennes | 4-0       | Lilla        | 25 giugno 1956 |
|              |           |              |                |

## Percorso dei club nelle coppe europee
| Club        | Competizione       | Risultato | Ultimo avversario |
| ----------- | ------------------ | --------- | ----------------- |
| Stade Reims | Coppa dei Campioni | Finale    | Real Madrid (3-4) |
| Nizza       | Coppa Latina       | 4º posto  | Benfica (3-4)     |